# Changis-sur-Marne
Changis-sur-Marne ist eine französische Gemeinde mit 1.352 Einwohnern (Stand: 1. Januar 2022) im Département Seine-et-Marne in der Region Île-de-France. Sie gehört zum Arrondissement Meaux und zum Kanton La Ferté-sous-Jouarre.
Die Einwohner werden Changissiens genannt.

## Geographie
Changis-sur-Marne liegt etwa zehn Kilometer östlich von Meaux in einem Bogen der Marne.
Der archäologische Fundplatz Les Pétreaux liegt in Changis-sur-Marne.

### Nachbargemeinden
Umgeben ist Changis-sur-Marne von den Gemeinden Armentières-en-Brie im Norden und Westen, Ussy-sur-Marne im Osten sowie Saint-Jean-les-Deux-Jumeaux im Süden.

## Bevölkerungsentwicklung
| Jahr      | 1962 | 1968 | 1975 | 1982 | 1990 | 1999 | 2006 | 2017 |
| Einwohner | 462  | 434  | 542  | 698  | 939  | 950  | 1031 | 1261 |

## Sehenswürdigkeiten
- Kirche Sainte-Madeleine aus dem 18. Jahrhundert

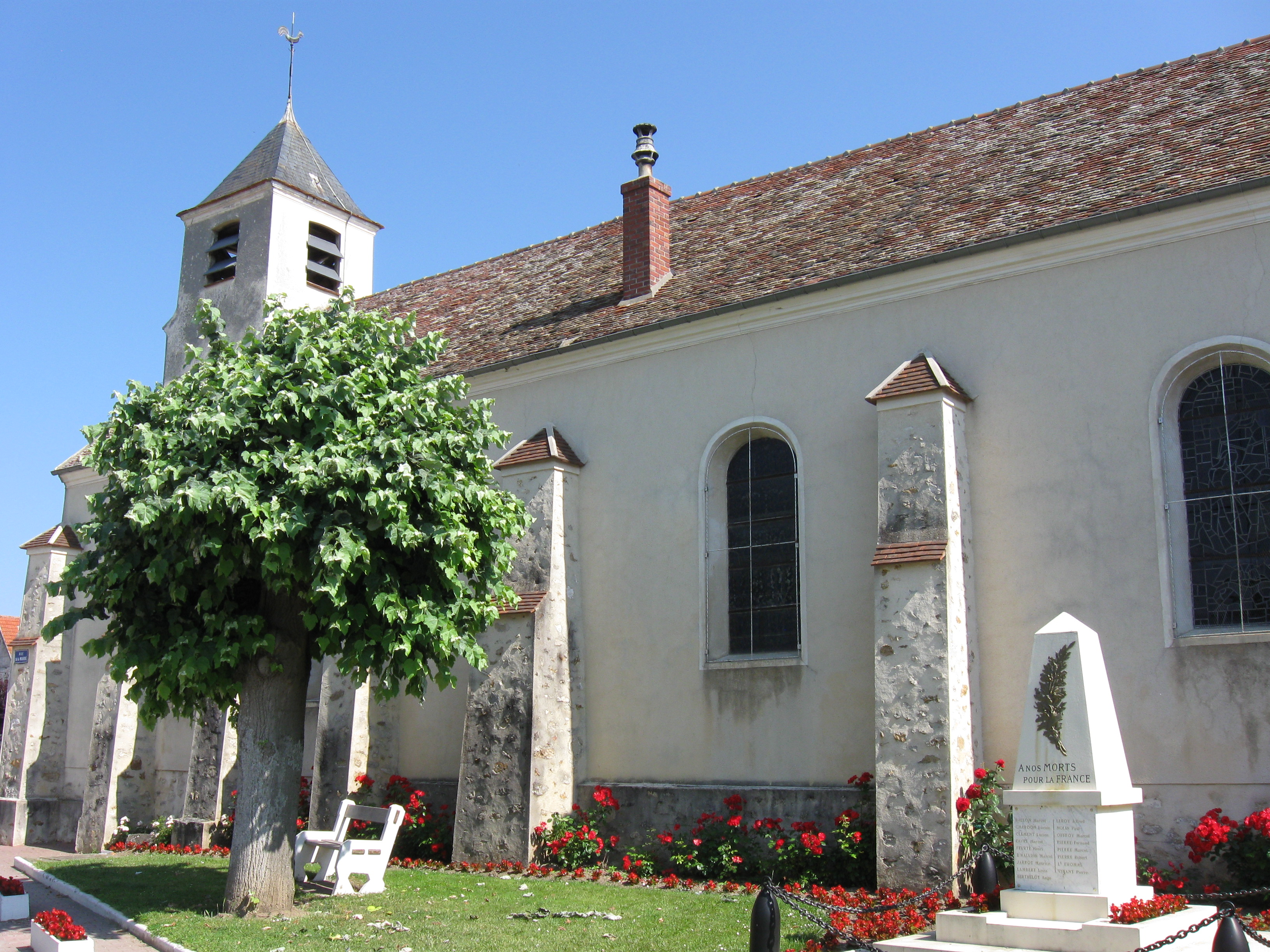
Kirche Sainte-Madeleine